# Jesper Håkansson
Jesper Håkansson, född 14 augusti 1981 i Albertslund, dansk fotbollsspelare, offensiv mittfältare alternativt anfallare.

## Meriter
- SM-guld och cupguld 2005 med Djurgårdens IF (för lite speltid för medalj)
- U21/U20/U19-landslagsmatcher för Danmark